# Alkiewicz
Alkiewicz – polski herb szlachecki.

## Opis herbu
Tarcza dzielona w pas. W polu górnym, srebrnym dwie róże czerwone w pas. W polu dolnym, czerwonym róża srebrna między dwiema rzekami w skos lewy. Labry czerwone, podbite srebrem.

## Herbowni
Alkiewicz.